# Annunciazione (Ambrogio Lorenzetti)
L'Annunciazione  è un dipinto a tempera e oro su tavola (127x120 cm) di Ambrogio Lorenzetti, firmato e datato al 1344, e conservato nella Pinacoteca Nazionale di Siena. È una delle cinque opere firmate e datate dell'artista, l'ultima in ordine cronologico, e quindi valido punto di riferimento per la datazione delle restanti opere attribuite a questo artista.

## Storia
La tavola fu dipinta nel 1344 per l’Ufficio della Gabella del Comune di Siena, come mostra la firma a due righe scritta in basso. Qui si legge infatti l'anno di esecuzione (1344), il nome dell'artista (Ambruogio Lorenzi) e quello dei committenti (i nomi dei Magistrati della Gabella di quell'anno). La tavola fu posta nella Sala del Concistoro del Palazzo Pubblico di Siena. Recentemente è stata trasferita nella Pinacoteca Nazionale della stessa città, dove si trova ancora oggi.

## Descrizione
Secondo il Vangelo di Luca (Luca, 1, 28-38) l'Annunciazione consta di cinque momenti: (1) l'apparizione e il saluto dell'Angelo, (2) l'annuncio del concepimento, (3) la spiegazione di come il concepimento fosse possibile (data la replica della Vergine che “non conosceva uomo”), (4) l'accettazione di Maria e il concepimento stesso e (5) la scomparsa dell'Angelo. Qui l'artista sceglie di rappresentare il momento emotivamente più profondo discostandosi dalla rappresentazione convenzionale dell’Annunciazione. Non è l'apparizione dell'Angelo e il suo annuncio ad essere oggetto del dipinto (come era consuetudine), bensì la spiegazione dell'Angelo su come il concepimento potesse avvenire, l'accettazione di Maria e il concepimento stesso.
L'angelo infatti proferisce le seguenti parole: “Non est (erit) impossibile apud Deum omne verbum”, visibili tra la bocca dell’Angelo e il petto di Maria. Questa è la spiegazione di come il concepimento poteva avvenire visto che “per Dio niente era impossibile”. Il dito dell’Angelo rivolto verso l'alto enfatizza il riferimento a Dio Padre. La Vergine guarda in alto verso Dio Padre e risponde “Ecce Ancilla Domini”. È il suo “sì” di fronte alla volontà di Dio. Queste parole sono pronunciate da Maria non verso il suo interlocutore (l’Angelo) bensì verso Dio Padre stesso con le mani incrociate sul petto e dopo aver abbandonato il libro aperto sulle ginocchia. In questa rappresentazione il Lorenzetti enfatizza come il concepimento non fosse un'imposizione del Padre, ma una richiesta alla quale Dio stesso attendeva una risposta. Infine si vede lo Spirito Santo, raffigurato come una colomba, inviato da Dio verso Maria per il concepimento stesso. Il saluto iniziale dell’Angelo è presente nel dipinto, ma viene relegato sull'aureola della Vergine in cui si legge “Ave Maria, Gratia Plena, dominus tecum”.

## Stile
Da un punto di vista prettamente stilistico, il dipinto è realizzato secondo lo stile dell'ultimo Ambrogio Lorenzetti,  quello della maturità artistica degli anni senesi (dopo il 1335). Egli costruisce una prospettiva con un punto di fuga unico: le rette che scandiscono in profondità il pavimento di mattonelle si incontrano tutte in un punto giacente sulla colonnina centrale della bifora che incornicia la scena; ma le parallele orizzontali che le intersecano si riavvicinano gradualmente verso lo sfondo in un digradare empirico delle grandezze che non ha una precisa relazione con le relative distanze. La scacchiera di base della scena rappresenta perciò un sistema di coordinate che fornisce una definizione ancora approssimativa delle dimensioni degli oggetti e delle distanze fra di essi. Reitera così le indubbie capacità del Lorenzetti di dipingere le complesse prospettive già evidenti nella Presentazione di Gesù al Tempio del 1342 (oggi alla Galleria degli Uffizi di Firenze) dove però non è presente il punto di fuga unico, ne coesistono invece di diversi, creando come delle zone prospettiche distinte. Unificazione prospettica soltanto parziale dunque, che però prelude direttamente al procedimento quattrocentesco. I volti dell’Angelo e di Maria sono rese secondo le inconfondibili fisionomie di quest'artista. I chiaroscuri dei volti e del panneggio mostrano le influenze giottesche che Ambrogio Lorenzetti aveva acquisito negli anni di permanenza a Firenze (prima del 1332).